# Acıpayam
Acıpayam là một huyện thuộc tỉnh Denizli, Thổ Nhĩ Kỳ. Huyện có diện tích 1628 km² và dân số thời điểm năm 2007 là 58687 người, mật độ 36 người/km².